# George Kennedy
Pour les articles homonymes, voir George Kennedy (homonymie) et Kennedy.
George Harris Kennedy Jr., né le 18 février 1925 à New York et mort le 28 février 2016 à Boise (Idaho),, est un acteur et écrivain américain.
Il est célèbre pour son rôle d'ingénieur bourru Joe Patroni dans la série des films catastrophes Airport pour les studios Universal ainsi qu'Ed Hocken dans la trilogie des Y a-t-il un flic... pour Paramount.

## Biographie
George Kennedy naît le 18 février 1925 dans une famille liée au monde du spectacle : son père, George Harris Kennedy, musicien, dirige un orchestre de jazz, et sa mère, Helen A. Kieselbach, est danseuse classique. Cette derniere l'éleve quasiment seule, car son époux décède lorsque l'enfant n'a que quatre ans. Son grand-père maternel était un immigrant allemand; ses ascendants maternels étaient irlandais et anglais.
Sa carrière commence très tôt: Kennedy a fait ses débuts au théâtre à l'âge de 2 ans avec une compagnie de théâtre en tournée avec  Bringing Up Father, et à l'âge de 7 ans, il était un des présentateurs de la radio new-yorkaise.
Kennedy termine sa scolarité en 1943 à la Chaminade High School à Mineola, Long Island, New York. Entre-temps, la Seconde Guerre mondiale a éclaté. Intéressé par l'aviation, il veut s'engager dans l'US Air Force, mais sa stature imposante et son poids l'en empêchent. Il met en pause sa carrière d'acteur et s'engage dans l'armée américaine pour huit ans renouvelés une fois. il sert dans l'infanterie sous George S. Patton. Kennedy atteindra le grade de capitaine et participera notamment à la bataille des Ardennes, qui lui vaudra deux médailles. Il travaille à l'occasion pour la radio des forces armées. Il participe également à l'ouverture du premier bureau d'informations de l'armée qui fournit une assistance technique à des films et des émissions de télévision. Il revient à la vie civile au milieu des années 1950 en raison d'une blessure au dos. il devient conseiller technique pour la série télévisée The Phil Silvers Show. Sur le plateau, après les encouragements de Phil Silvers lui-même, il renoue avec sa carrière d'acteur en tenant de petits rôles.
En 1960, après une brève apparition dans Spartacus de Stanley Kubrick, il amorce sa carrière cinématographique avec The Little Shepherd of Kingdom Come réalisé par Andrew V. McLaglen. Il apparaît ensuite dans plusieurs films hollywoodiens de premier plan où il assume des seconds rôles de plus en plus importants, notamment dans Charade (1963), La Meurtrière diabolique (Strait-Jacket, 1964), Chut... chut, chère Charlotte (Hush… Hush, Sweet Charlotte, 1964), Le Vol du Phœnix (The Flight of the Phœnix, 1965), Les Prairies de l'honneur (Shenandoah, 1965), Les Douze Salopards (The Dirty Dozen, 1967) et L'Étrangleur de Boston (The Boston Strangler, 1968).
En 1968, il est nommé pour le Golden Globe du meilleur acteur dans un second rôle et reçoit l'Oscar du meilleur acteur dans un second rôle pour son rôle du prisonnier Dragline dans Luke la main froide (Cool Hand Luke).
Pendant les années 1970, il joue surtout dans plusieurs productions à gros budgets, dont Airport (1970), qui lui vaut d'être de nouveau nommé pour le Golden Globe du meilleur acteur dans un second rôle, Les Cordes de la potence (Cahill U.S. Marshal, 1973), Tremblement de terre (Earthquake, 1974) et Mort sur le Nil (Death on the Nile, 1978).
Au début des années 1980, sa carrière connaît un ralentissement marqué. Il se tourne alors vers l'écriture et signe deux romans policiers. En 1984, il revient sur le devant de la scène en tenant un rôle important dans Bolero. De 1988 à 1991, il joue le rôle de Carter McKay, personnage qui apparaît très régulièrement dans la série télévisée Dallas.
À partir des années 2000, ses apparitions se font rares. Il tient toutefois un second rôle important dans The Gambler en 2014.

## Filmographie

### Cinéma
- 1961 : The Little Shepherd of Kingdom Come d'Andrew V. McLaglen : Nathan Dillon
- 1962 : Seuls sont les indomptés (Lonely Are the Brave) de David Miller : le shérif Gutierrez
- 1962 : The Silent Witness de Ken Kennedy : Gus Jordan
- 1963 : Les Pieds dans le plat (The Man from the Diner's Club) de Frank Tashlin : George
- 1963 : Charade de Stanley Donen : Herman Scobie
- 1964 : Chut... Chut, chère Charlotte (Hush... Hush, Sweet Charlotte) de Robert Aldrich : le contremaître
- 1964 : La Meurtrière diabolique (Strait-Jacket) de William Castle : Leo Krause
- 1964 : L'Île des dauphins bleus (Island of the Blue Dolphins) de James B. Clark : le capitaine Aleut
- 1964 : La Flotte se mouille (McHale's Navy) d'Edward Montagne : Henri Le Clerc
- 1965 : Les Prairies de l'honneur (Shenandoah) d'Andrew V. McLaglen : le colonel Fairchild
- 1965 : Mirage d'Edward Dmytryk : Willard
- 1965 : Le Vol du Phénix (The Flight of the Phoenix) de Robert Aldrich : Mike Bellamy
- 1965 : Les Quatre fils de Katie Elder (The Sons of Katie Elder) de Henry Hathaway : Curley
- 1965 : Première Victoire (In Harm's Way) d'Otto Preminger : le lieutenant-colonel Gregory
- 1967 : Le Ranch de l'injustice (The Ballad of Josie) d'Andrew V. McLaglen : Arch Ogden
- 1967 : Les Douze Salopards (The Dirty Dozen) de Robert Aldrich : le major Max Armbruster
- 1967 : Luke la main froide (Cool Hand Luke) de Stuart Rosenberg : Dragline
- 1967 : Que vienne la nuit (Hurry Sundown) d'Otto Preminger : le shérif Coombs
- 1968 : Bandolero ! d'Andrew V. McLaglen : le shérif July Johnson
- 1968 : La Jungle aux diamants (The Pink Jungle) de Delbert Mann : Sammy Reiderbeit
- 1968 : Le Démon des femmes (The Legend of Lylah Clare) de Robert Aldrich : Matt Burke (non-crédité au générique)
- 1968 : L'Étrangleur de Boston (The Boston Strangler) de Richard Fleischer : l'inspecteur Phil DiNatale
- 1969 : Les Colts des sept mercenaires (Guns of the Magnificent Seven) de Paul Wendkos : Chris Adams
- 1969 : Un homme fait la loi (The Good Guys and the Bad Guys) de Burt Kennedy : Big John McKay
- 1969 : Gaily, Gaily de Norman Jewison : Johanson
- 1970 : Airport de George Seaton : Joe Patroni
- 1970 : Tick... Tick... Tick et la violence explosa (...Tick... Tick... Tick) de Ralph Nelson : John Little
- 1970 : Un beau salaud (Dirty Dingus Magee) de Burt Kennedy : Herkimer "Hoke" Birdsill
- 1970 : Zigzag (Zig Zag) de Richard A. Colla : Paul Cameron
- 1971 : Le Rendez-vous des dupes (Fool's Parade) d'Andrew V. McLaglen : Dallas "Doc" Council
- 1973 : Les Horizons perdus (Lost Horizon) de Charles Jarrott : Sam Cornelius
- 1973 : Les Cordes de la potence (Cahill U.S. Marshal) d'Andrew V. McLaglen : Abe Fraser
- 1974 : 747 en péril (Airport 1975) de Jack Smight : Joe Patroni
- 1974 : Le Canardeur (Thunderbolt and Lightfoot) de Michael Cimino : Red Leary
- 1974 : Tremblement de terre (Earthquake) de Mark Robson : le sergent Lew Slade
- 1975 : La Sanction (The Eiger Sanction) de Clint Eastwood : Ben Bowman
- 1975 : La Guerre des otages (The "Human" Factor) d'Edward Dmytryk : John Kinsdale
- 1977 : Les Naufragés du 747 (Airport 77) de Jerry Jameson : Joe Patroni
- 1977 : Ningen no shômei de Jun'ya Satō : Ken Shuftan
- 1978 : Mort sur le Nil (Death on the Nile) de John Guillermin : Andrew Pennington
- 1978 : La Cible étoilée (Brass Target) de John Hough : le général George S. Patton
- 1978 : Purgatoire (Mean Dog Blues) de Mel Stuart : le capitaine Omar Kinsman
- 1979 : Airport 80 Concorde (The Concorde: Airport 79) de David Lowell Rich : Joe Patroni
- 1979 : Des nerfs d'acier (en) (Steel) de Steve Carver : Big Lew Cassidy
- 1979 : The Double McGuffin de Joe Camp : le chef Arnold Talasek
- 1979 : L'Exterminateur (Search and Destroy) de William Fruet : Anthony Fusqua
- 1980 : Virus (Fukkatsu no hi) de Kinji Fukasaku : l'amiral Conway
- 1980 : Le Bateau de la mort (Death Ship) d'Alvin Rakoff : le capitaine Ashland
- 1980 : Hotwire de Frank Q. Dobbs : les jumeaux Farley et Harley Fontenot
- 1981 : Survivance (Just Before Dawn) de Jeff Lieberman : Roy McLean
- 1981 : Modern Romance d'Albert Brooks : lui-même / Zoron
- 1982 : Wacko de Greydon Clark : Monsieur Doctor Graves
- 1984 : Le Train de Chattanooga (Chattanooga Choo Choo) de Bruce Bilson : Bert Waters
- 1984 : Bolero de John Derek : Cotton
- 1984 : Rare Breed de David Nelson : Nathan Hill
- 1985 : Rigged de Claudio M. Cutry et Jefferson Richard : Ben Wheeler
- 1985 : L'Aube sauvage (Savage Dawn) de Simon Nuchtern : Tick Rand
- 1985 : Le Dernier Missile (Radioactive Dreams) d'Albert Pyun : Spade Chandler
- 1986 : Delta Force (The Delta Force) de Menahem Golan : le père William O'Malley
- 1987 : Creepshow 2 de Michael Gornick : Ray Spruce (segment "Le vieux chef tête-de-bois")
- 1988 : Born to Race de James Fargo : Vincent Duplain
- 1988 : Counterforce (Escuadrón) de José Antonio de la Loma : Vince Colby
- 1988 : Transmutation (Demon Warp) d'Emmett Alston : Bill Crafton
- 1988 : Nightmare at noon de Nico Mastorakis : le shérif Hanks
- 1988 : Top Line de Nello Rossati : Heinrich Holzmann
- 1988 : Le Clandestin (Uninvited) de Greydon Clark : Mike Harvey
- 1988 : Y a-t-il un flic pour sauver la reine ? (The Naked Gun) de David Zucker : le capitaine Ed Hocken
- 1989 : M.N.I. mutants non identifiés (The Terror Within) de Roger Corman : Hal
- 1989 : Vengeances (Ministry of Vengeance) de Peter Maris : le révérend Hughes
- 1989 : La Baie d'émeraude (La Bahia esmeralda) de Jesús Franco : Wilson
- 1990 : Sanglante Paranoïa (Brain Dead) d'Adam Simon : Vance
- 1990 : Destructor (Hired to Kill) de Nico Mastorakis : Thomas
- 1990 : Mayumi de Shin Sang-ok : Ian Henderson, chef de la police du Bahreïn
- 1991 : Hangfire de Peter Maris : le gardien E. Barles
- 1991 : Driving Me Crazy de Jon Turteltaub : John McCready
- 1991 : Y a-t-il un flic pour sauver le président ? (The Naked Gun 2½: The Smell of Fear) de David Zucker : le capitaine Ed Hocken
- 1991 : Intensive Care de Dorna van Rouveroy : le docteur Bruckner
- 1992 : Distant Justice de Tōru Murakawa : Tom Bradfield
- 1994 : Y a-t-il un flic pour sauver Hollywood ? (Naked Gun 33⅓: The Final Insult) de Peter Segal : le capitaine Ed Hocken
- 1994 : River of Stone de David Z. McMahon : George
- 1997 : Dany, le chat superstar (Cats Don't Dance) de Mark Dindal : L. B. Mammouth (voix)
- 1997 : Bayou Ghost de Gardner Compton : l'officier de police Lowe
- 1998 : Small Soldiers de Joe Dante : Brick Bazooka (voix)
- 1998 : Denis la Malice sème la panique (Dennis the Menace Strikes Again) de Jeffrey Reiner : M. Johnson, le grand-père maternel de Denis
- 2003 : Hôtesse à tout prix (View from the Top) de Bruno Barreto : le passager qui réclame de la vodka (non-crédité au générique)
- 2005 : Don't Come Knocking de Wim Wenders : le réalisateur (caméo)
- 2005 : Three Bad Men de Jeff Hathcock : Ed Fiske
- 2005 : Truce de Matthew Marconi : le docteur Peter Gannon
- 2008 : Hors du gouffre (The Man Who Came Back) de Glen Pitre : le juge Duke
- 2010 : Six Days in Paradise de John Vidor : Monty Crenshaw
- 2010 : Mad Mad Wagon Party de Dwight Brooks : J.B. Scotch
- 2011 : Another Happy Day de Sam Levinson : Joe Baker
- 2014 : The Gambler de Rupert Wyatt : Ed

### Télévision
- 1959 : Cheyenne (série télévisée) : Lee Nelson
- 1960 : Maverick (série télévisée) : député Jones
- 1960 : Lawman (série télévisée) : Burt
- 1960 : Peter Gunn (série télévisée) : Karl
- 1960-1966 : Gunsmoke (série télévisée) : Ben Payson / Stark / Pat Swarner / Cyrus Degler / Hug Elliot
- 1960 : Thriller (série télévisée)
- 1961 : Les Incorruptibles (The Untouchables) (série télévisée) : Birdie
- 1961 : Bat Masterson (série télévisée) : sheriff Zeke Armitage
- 1961-1964 : Bonanza (série télévisée) : Peter Long / Waldo Watson
- 1962 : Rawhide (série télévisée) : George Wales
- 1963 : Perry Mason (série télévisée) : George Spangler
- 1964-1966 : Le Virginien (The Virginian) (série télévisée) : Huck Harkness
- 1964 : See The Man Run (téléfilm) : Rudy
- 1965 : Le Virginien, saison 4 épisode 8 : Nobility of kings : Tom
- 1965 : Daniel Boone (série télévisée) : Zach Morgan
- 1965 : Laredo (série télévisée) : Jess Moran
- 1966 : La Grande Vallée (The Big Valley) (série télévisée) : Jack Thatcher
- 1966 : Le Virginien, saison 5 épisode 8 : La piste de la montagne Ashley : Le chercheur d'or
- 1967 : Tarzan (série télévisée) : Crandell
- 1971 : The Bull of the West (téléfilm) : Bear Suchette
- 1971 : The Priest Killer (téléfilm) : Sarge Swanson
- 1971-1972 : Sarge (série télévisée) : Père Samuel Cavanaugh
- 1973 : Deliver Us From Evil (téléfilm) : Walter McAdams
- 1974 : A Cry in the Wilderness (téléfilm) : Sam Hadley
- 1975-1976 : The Blue Knight (série télévisée) : Bumper Morgan
- 1979 : Never Say Never (téléfilm) : Harry Walter
- 1981 : L'Archer et la Sorcière (The Archer: Fugitive from the Empire) (téléfilm) : Brackus
- 1983 : L'Île fantastique (Fantasy Island) (série télévisée) : Adam Cobb
- 1984 : La croisière s'amuse (The Love Boat) (série télévisée) : Erik Larsen
- 1984 : The Jesse Owens Story (téléfilm) : Charles Riley
- 1985 : International Airport (téléfilm) : Rudy Van Leuven
- 1986 : Liberty (téléfilm) : Seamus Reilly
- 1987 : The Gunfighters (téléfilm) : Deke Turner
- 1988 : What Price Victory (téléfilm) : Big Buck Brayton
- 1988-1991 : Dallas (série télévisée) : Carter McKay
- 1995 : L'As de la crime (The Commish) (série télévisée) : Alan Scall
- 1996 : Dallas: J.R. Returns (téléfilm) : Carter McKay
- 1998 : Dallas: War of the Ewings (téléfilm) : Carter McKay
- 1998 : Men in White (téléfilm) : général Vice
- 2003 : Les Feux de l'amour (The Young and the Restless) (série télévisée) : Albert Miller
- 2003 : Monster Makers (téléfilm) : Dexter Brisbane
- 2007 : La Malédiction des sables (téléfilm) : John Tevis.

## Œuvre littéraire

### Romans policiers
- Murder On Location (1983) Publié en français sous le titre La caméra voit rouge, traduit par Jacqueline Lenclud, Paris, Gallimard, Série noire no 2104, 1987  (ISBN 2-07-049104-8)
- Murder on High (1984)

### Autobiographie
- Trust Me (2011)

## Voix françaises
| - Raoul Delfosse (*1924 - 2009) dans : - Luke la main froide - Que vienne la nuit - Un homme fait la loi - Les Cordes de la potence - Les Naufragés du 747 - Virus - Delta Force - Dallas (série télévisée) - Denis la Malice sème la panique - André Valmy (*1919 - 2015) dans : - Les Colts des sept mercenaires - Airport - Tremblement de terre - Le Canardeur - 747 en péril - La Sanction - La Cible étoilée - Airport 80 Concorde - Benoît Allemane (*1942 - 2025) dans : - Y a-t-il un flic pour sauver la reine ? - Y a-t-il un flic pour sauver le président ? - Y a-t-il un flic pour sauver Hollywood ? - Jacques Deschamps (*1931 - 2001) dans : - L'Île des dauphins bleus - Mirage - Claude Bertrand (*1919 - 1986) dans : - Le Ranch de l'injustice - L'Exterminateur | - Georges Aminel (*1922 - 2007) dans : - Bandolero ! - L'Étrangleur de Boston - Michel Gatineau (*1926 - 1989) dans : - Tick... Tick... Tick et la violence explosa - Un beau salaud et aussi - Jean-Henri Chambois (*1907 - 1997) dans Seuls sont les indomptés - Henry Djanik (*1926 - 2008) dans Charade - Alain Souchère (*1931 - 2018) dans La Flotte se mouille - René Arrieu (*1924 - 1982) dans Les Prairies de l'honneur (1er doublage) - Pierre Leproux (*1908 - 1975) dans Le Vol du Phœnix - Jean-Pierre Duclos (*1931 - 2016) dans Première Victoire - Pierre Collet (*1914 - 1977) dans Les Quatre Fils de Katie Elder - Claude D'Yd (*1921 - 2009) dans Les Douze Salopards - Georges Aubert (*1917 - 2014) dans Le Démon des femmes - Jean-Claude Michel (*1925 - 1999) dans Mort sur le Nil - Raymond Loyer (*1916 - 2004) dans Purgatoire - William Sabatier (*1922 - 2019) dans Des nerfs d'aciers - Jean Michaud (*1921 - 2001) dans La croisière s'amuse (série télévisée) - Jacques Ferrière (*1932 - 2005) dans Le Train de Chattanooga - Laurent Hilling (*1950 - 1999) dans Creepshow 2 - Roger Lumont dans The Jesse Owens Story (téléfilm) - Jean-Éric Bielle dans Dany, le chat superstar (voix) - Daniel Herzog dans Small Soldiers (voix) - Claude Brosset (*1943 - 2007) dans Don't Come Knocking |